# Myke Towers/Diskografie
Diese Diskografie ist eine Übersicht über die musikalischen Werke des puerto-ricanischer Rappers Myke Towers. Den Schallplattenauszeichnungen zufolge hat er bisher mehr als 33,1 Millionen Tonträger verkauft. Seine erfolgreichste Veröffentlichung ist die Single Pareja del año mit über 2,6 Millionen verkauften Einheiten.

## Alben

### Studioalben
| Jahr | Titel Musiklabel                                           | Höchstplatzierung, Gesamtwochen, AuszeichnungChartplatzierungen (Jahr, Titel, Musiklabel, Platzierungen, Wochen, Auszeichnungen, Anmerkungen) | Höchstplatzierung, Gesamtwochen, AuszeichnungChartplatzierungen (Jahr, Titel, Musiklabel, Platzierungen, Wochen, Auszeichnungen, Anmerkungen) | Höchstplatzierung, Gesamtwochen, AuszeichnungChartplatzierungen (Jahr, Titel, Musiklabel, Platzierungen, Wochen, Auszeichnungen, Anmerkungen) | Anmerkungen                             |
| Jahr | Titel Musiklabel                                           | US | Latin | ES | Anmerkungen                             |
| ---- | ---------------------------------------------------------- | --- | --- | --- | --------------------------------------- |
| 2016 | El final del principio G Starr Entertainment               | — | — | — | Erstveröffentlichung: 14. März 2016     |
| 2020 | Easy Money Baby White World Music                          | US55 (7 Wo.)US | Latin1 ×3Dreifachplatin · (159 Wo.)Latin | ES5 Platin · (147 Wo.)ES | Erstveröffentlichung: 24. Januar 2020   |
| 2021 | Lyke Mike One World Music (WMG)                            | US36 (2 Wo.)US | Latin3 ×2Doppelplatin · (13 Wo.)Latin | ES4 (23 Wo.)ES | Erstveröffentlichung: 23. April 2021    |
| 2023 | La vida es una One World International (WMG)               | US173 (5 Wo.)US | Latin9 ×3Dreifachplatin · (7 Wo.)Latin | ES4 Gold · (58 Wo.)ES | Erstveröffentlichung: 23. März 2023     |
| 2023 | LVEU: Vive la tuya…no la mia One World International (WMG) | US156 (1 Wo.)US | Latin9 ×3Dreifachplatin · (34 Wo.)Latin | ES3 (28 Wo.)ES | Erstveröffentlichung: 23. November 2023 |
| 2024 | La pantera negra One World International (WMG)             | US82 (1 Wo.)US | Latin7 ×2Doppelplatin · (… Wo.)Latin | ES2 Gold · (… Wo.)ES | Erstveröffentlichung: 22. August 2024   |
| 2024 | Lyke Miike One World International (WMG)                   | — | Latin19 (… Wo.)Latin | ES8 (… Wo.)ES | Erstveröffentlichung: 24. Dezember 2024 |
| 2025 | Island Boyz One World International (WMG)                  | — | Latin18 (… Wo.)Latin | ES5 (… Wo.)ES | Erstveröffentlichung: 17. Juli 2025     |

### EPs
| Jahr | Titel Musiklabel                      | Anmerkungen                             |
| ---- | ------------------------------------- | --------------------------------------- |
| 2020 | Para Mi Ex White World Music          | Erstveröffentlichung: 15. Dezember 2020 |
| 2023 | Icy Hot One World International (WMG) | Erstveröffentlichung: 14. Februar 2023  |

## Singles

### Als Leadmusiker
| Jahr | Titel Album                                                   | Höchstplatzierung, Gesamtwochen, AuszeichnungChartplatzierungen (Jahr, Titel, Album, Platzierungen, Wochen, Auszeichnungen, Anmerkungen) | Höchstplatzierung, Gesamtwochen, AuszeichnungChartplatzierungen (Jahr, Titel, Album, Platzierungen, Wochen, Auszeichnungen, Anmerkungen) | Höchstplatzierung, Gesamtwochen, AuszeichnungChartplatzierungen (Jahr, Titel, Album, Platzierungen, Wochen, Auszeichnungen, Anmerkungen) | Höchstplatzierung, Gesamtwochen, AuszeichnungChartplatzierungen (Jahr, Titel, Album, Platzierungen, Wochen, Auszeichnungen, Anmerkungen) | Anmerkungen                                                                                             |
| Jahr | Titel Album                                                   | CH | US | Latin | ES | Anmerkungen                                                                                             |
| --- | ------------------------------------------------------------- | --- | --- | --- | --- | --- |
| 2018 | Noche Loca –                                                  | — | — | Latin— GoldLatin | — | Erstveröffentlichung: 8. Juni 2018 mit Oken & Mora                                                      |
| 2018 | Sigue Bailandome –                                            | — | — | Latin— PlatinLatin | — | Erstveröffentlichung: 19. Oktober 2018 mit Yannc, Darkiel, Eladio Carrion & Brray                       |
| 2018 | Pa’ La Pared –                                                | — | — | Latin— GoldLatin | — | Erstveröffentlichung: 21. Dezember 2018 mit Darell                                                      |
| 2019 | Si se da Easy Money Baby                                      | — | — | Latin11 Diamant + Platin · (26 Wo.)Latin                                                                                                 | ES9 ×3Dreifachplatin · (24 Wo.)ES | Erstveröffentlichung: 26. Februar 2019 feat. Farruko                                                    |
| 2019 | La playa Easy Money Baby                                      | — | — | Latin— ×6SechsfachplatinLatin | ES3 ×4Vierfachplatin · (21 Wo.)ES | Erstveröffentlichung: 9. April 2019                                                                     |
| 2019 | Ajena –                                                       | — | — | Latin— GoldLatin | ES— PlatinES | Erstveröffentlichung: 16. April 2019 mit Dayme y El High & Dylan Fuentes                                |
| 2019 | No podemos (Remix) –                                          | — | — | — | ES— GoldES | Erstveröffentlichung: 11. Mai 2019 mit Ele a El Dominio & Eladio Carrión                                |
| 2019 | La mentira (Remix) –                                          | — | — | — | ES— GoldES | Erstveröffentlichung: 17. Mai 2019 mit Brytiago, Rafa Pabön, Sech, Cazzu & Rauw Alejandro               |
| 2019 | Estámos arriba –                                              | — | — | Latin33 ×3Dreifachplatin · (2 Wo.)Latin                                                                                                  | ES54 Gold · (2 Wo.)ES | Erstveröffentlichung: 14. Juni 2019 mit Bad Bunny                                                       |
| 2019 | Inocente –                                                    | — | — | Latin— GoldLatin | ES27 ×2Doppelplatin · (15 Wo.)ES | Erstveröffentlichung: 25. Juni 2019                                                                     |
| 2019 | No tenemos nada –                                             | — | — | — | ES— GoldES | Erstveröffentlichung: 26. Juli 2019 mit Amenazzy                                                        |
| 2019 | Si se da (Remix) –                                            | — | — | Latin— ×3Diamant + DreifachplatinLatin                                                                                                   | ES24 ×3Dreifachplatin · (15 Wo.)ES | Erstveröffentlichung: 2. August 2019 feat. Farruko, Arcángel, Sech & Zion                               |
| 2019 | Piensan Easy Money Baby                                       | — | — | Latin— GoldLatin | ES25 ×3Dreifachplatin · (13 Wo.)ES | Erstveröffentlichung: 13. September 2019 mit Haze                                                       |
| 2019 | Rutina –                                                      | — | — | — | ES37 Platin · (13 Wo.)ES | Erstveröffentlichung: 13. Dezember 2019                                                                 |
| 2020 | La playa (Remix) –                                            | — | — | Latin— ×3DreifachplatinLatin | ES64 Gold · (3 Wo.)ES | Erstveröffentlichung: 3. Januar 2020 feat. Farruko & Maluma                                             |
| 2020 | La calle –                                                    | — | — | — | ES— GoldES | Erstveröffentlichung: 2. April 2020 mit Alex Sensation, Jhay Cortez, Arcángel, De La Ghetto & Darell    |
| 2020 | Mi Estilo de Vida II –                                        | — | — | — | ES— GoldES | Erstveröffentlichung: 6. August 2020 mit Ñejo, Kenai, Rauw Alejandro, Miky Woodz, Arcángel & Ñengo Flow |
| 2020 | Llegará –                                                     | — | — | — | ES89 Gold · (1 Wo.)ES | Erstveröffentlichung: 20. August 2020                                                                   |
| 2020 | Diosa (Remix) –                                               | — | — | Latin— GoldLatin | ES35 (3 Wo.)ES | Erstveröffentlichung: 28. Oktober 2020 feat. Natti Natasha & Anuel AA                                   |
| 2020 | Bandido Para Mi Ex                                            | — | US82 (7 Wo.)US | Latin4 ×2×5Doppeldiamant + Fünffachplatin · (27 Wo.)Latin                                                                                | ES1 ×5Fünffachplatin · (37 Wo.)ES | Erstveröffentlichung: 10. Dezember 2020 feat. Juhn                                                      |
| 2020 | Singapur –                                                    | — | — | Latin46 (1 Wo.)Latin | ES— GoldES | Erstveröffentlichung: 17. Dezember 2020 mit El Alfa, Farruko, Chencho Corleone & Justin Quiles          |
| 2021 | Cuando bebe –                                                 | — | — | — | ES94 (1 Wo.)ES | Erstveröffentlichung: 8. Januar 2021 mit Jay Menez, De La Ghetto & Lyanno                               |
| 2021 | Fantasia sexual –                                             | — | — | — | ES27 Gold · (6 Wo.)ES | Erstveröffentlichung: 13. Januar 2021 feat. Rauw Alejandro, Lunay & Brytiago                            |
| 2021 | Cuenta Lyke Mike                                              | — | — | Latin45 (1 Wo.)Latin | ES78 (1 Wo.)ES | Erstveröffentlichung: 18. März 2021                                                                     |
| 2021 | Burberry –                                                    | — | — | Latin35 ×2Doppelplatin · (2 Wo.)Latin | ES62 Gold · (2 Wo.)ES | Erstveröffentlichung: 7. April 2021 feat. Ñengo Flow                                                    |
| 2021 | Rápido F9: The Fast Saga (Original Motion Picture Soundtrack) | — | — | — | ES27 Platin · (12 Wo.)ES | Erstveröffentlichung: 18. Juni 2021 Amenazzy, Farruko, Myke Towers & Rochy RD                           |
| 2021 | Almas gemelas –                                               | — | — | Latin31 ×5Fünffachplatin · (15 Wo.)Latin                                                                                                 | ES14 ×3Dreifachplatin · (24 Wo.)ES | Erstveröffentlichung: 22. Juli 2021                                                                     |
| 2021 | Experimento –                                                 | — | — | Latin34 ×3Dreifachplatin · (17 Wo.)Latin                                                                                                 | ES3 ×4Vierfachplatin · (32 Wo.)ES | Erstveröffentlichung: 23. September 2021                                                                |
| 2022 | Ande Con Quien Ande –                                         | — | — | Latin49 Platin · (1 Wo.)Latin | ES56 Gold · (4 Wo.)ES | Erstveröffentlichung: 18. August 2022 mit Jhay Cortez                                                   |
| 2022 | Luces de Neon –                                               | — | — | Latin— GoldLatin | ES22 Platin · (20 Wo.)ES | Erstveröffentlichung: 8. September 2022                                                                 |
| 2022 | Ulala La vida es una                                          | — | — | Latin33 ×2Doppelplatin · (14 Wo.)Latin                                                                                                   | ES19 ×2Doppelplatin · (22 Wo.)ES | Erstveröffentlichung: 24. November 2022 feat. Daddy Yankee                                              |
| 2023 | Whiskey y Coco –                                              | — | — | Latin48 (1 Wo.)Latin | ES31 Platin · (20 Wo.)ES | Erstveröffentlichung: 12. Januar 2023 mit Justin Quiles                                                 |
| 2023 | Aguardiente La vida es una                                    | — | — | — | ES26 Platin · (6 Wo.)ES | Erstveröffentlichung: 9. März 2023                                                                      |
| 2023 | Trending (Remix) –                                            | — | — | — | ES14 ×2Doppelplatin · (20 Wo.)ES | Erstveröffentlichung: 4. Mai 2023 mit Dei V                                                             |
| 2023 | Hora Cero –                                                   | — | — | — | ES— GoldES | Erstveröffentlichung: 10. Juni 2023                                                                     |
| 2023 | Mi Lova –                                                     | — | — | — | ES21 Platin · (12 Wo.)ES | Erstveröffentlichung: 7. Juli 2023 mit Bad Gyal                                                         |
| 2023 | Bajo el sol –                                                 | — | — | — | ES72 Gold · (3 Wo.)ES | Erstveröffentlichung: 25. August 2023                                                                   |
| 2024 | Adivino La pantera negra                                      | CH73 (2 Wo.)CH | US63 (2 Wo.)US | Latin2 ×6Sechsfachplatin · (22 Wo.)Latin                                                                                                 | ES3 ×3Dreifachplatin · (43 Wo.)ES | Erstveröffentlichung: 25. April 2024 feat. Bad Bunny                                                    |
| 2024 | Sport+Rmx –                                                   | — | — | — | ES54 Gold · (5 Wo.)ES | Erstveröffentlichung: 1. August 2024 mit Clarent                                                        |
| 2024 | La primera vez La pantera negra                               | — | — | — | ES76 (2 Wo.)ES | Erstveröffentlichung: 8. August 2024 feat. NTG                                                          |
| 2024 | Otra noche La pantera negra                                   | — | — | — | ES10 Platin · (14 Wo.)ES | Erstveröffentlichung: 15. August 2024 feat. Darrell                                                     |
| 2025 | Soleao Island Boyz                                            | — | — | Latin30 (… Wo.)Latin | ES3 Platin · (… Wo.)ES | Erstveröffentlichung: 29. Mai 2025 feat. Quevedo                                                        |
| 2025 | Expectativas Island Boyz                                      | — | — | — | ES33 (… Wo.)ES | Erstveröffentlichung: 26. Juni 2025                                                                     |
| Folgende Lieder erschienen nicht als Single, wurden aber durch das Album zum Download und Streaming bereitgestellt und konnten somit eine Platzierung erlangen: |                                                               | | | | | |
| |                                                               | | | | | |
| 2020 | Diosa Easy Money Baby                                         | — | — | Latin29 ×7Siebenfachplatin · (20 Wo.)Latin                                                                                               | ES2 ×3Dreifachplatin · (27 Wo.)ES | |
| 2020 | Girl Easy Money Baby                                          | — | — | Latin23 ×5Fünffachplatin · (11 Wo.)Latin                                                                                                 | ES28 ×2Doppelplatin · (10 Wo.)ES | |
| 2020 | Relación rota Easy Money Baby                                 | — | — | — | ES59 ×2Doppelplatin · (8 Wo.)ES | |
| 2020 | Tú Easy Money Baby                                            | — | — | — | ES64 ×2Doppelplatin · (4 Wo.)ES | |
| 2020 | Explícito Para Mi Ex                                          | — | — | — | ES20 ×2Doppelplatin · (25 Wo.)ES | |
| 2021 | Mírenme ahora Lyke Mike                                       | — | — | Latin23 ×3Dreifachplatin · (2 Wo.)Latin                                                                                                  | ES38 Platin · (2 Wo.)ES | |
| 2021 | Cuando me ven Lyke Mike                                       | — | — | Latin48 Gold · (1 Wo.)Latin | ES90 (1 Wo.)ES | |
| 2021 | Pin pin Lyke Mike                                             | — | — | Latin40 ×2Doppelplatin · (1 Wo.)Latin | ES32 Gold · (9 Wo.)ES | |
| 2023 | Solo $exo Icy Hot                                             | — | — | — | ES84 (2 Wo.)ES | |
| 2023 | Mi Droga La vida es una                                       | — | — | Latin— PlatinLatin | ES19 Platin · (9 Wo.)ES | |
| 2023 | Voodoo La vida es una                                         | — | — | — | ES75 Gold · (3 Wo.)ES | |
| 2023 | Lala La vida es una                                           | CH31 (18 Wo.)CH | US43 (20 Wo.)US | Latin4 ×2×3Doppeldiamant + Dreifachplatin · (26 Wo.)Latin                                                                                | ES1 ×8Achtfachplatin · (74 Wo.)ES | Videoauskopplung: 28. Juli 2023                                                                         |
| 2023 | La falda LVEU: Vive la tuya…no la mia                         | — | — | Latin12 Diamant + Platin · (26 Wo.)Latin                                                                                                 | ES2 ×6Sechsfachplatin · (65 Wo.)ES | |
| 2023 | Cosmeticos LVEU: Vive la tuya…no la mia                       | — | — | Latin— GoldLatin | ES52 (2 Wo.)ES | |
| 2023 | Obvio LVEU: Vive la tuya…no la mia                            | — | — | Latin— GoldLatin | ES68 (1 Wo.)ES | |
| 2023 | La capi LVEU: Vive la tuya…no la mia                          | — | — | Latin41 Gold · (2 Wo.)Latin | ES17 ×3Dreifachplatin · (41 Wo.)ES | |
| 2024 | Desataaa Cassette 01                                          | — | — | — | ES6 Platin · (17 Wo.)ES | mit Ovy on the Drums feat. Saiko                                                                        |
| 2024 | Godiva Cassette 01                                            | — | — | — | ES70 (1 Wo.)ES | mit Ovy on the Drums feat. Blessd & Ryan Castro                                                         |
| 2024 | Diablita La pantera negra                                     | — | — | — | ES44 (2 Wo.)ES | feat. Yovngchimi                                                                                        |
| 2024 | Se te nota La pantera negra                                   | — | — | Latin28 (1 Wo.)Latin | ES49 (2 Wo.)ES | feat. Peso Pluma                                                                                        |
| 2024 | Competencia La pantera negra                                  | — | — | — | ES51 (1 Wo.)ES | |
| 2024 | También La pantera negra                                      | — | — | — | ES8 Platin · (18 Wo.)ES | |
| 2024 | Aunque llegue La pantera negra                                | — | — | — | ES63 (1 Wo.)ES | feat. Jay Wheeler                                                                                       |
| 2024 | Otro oportunidad La pantera negra                             | — | — | — | ES80 (1 Wo.)ES | |
| 2024 | Dinero y fama La pantera negra                                | — | — | — | ES88 (1 Wo.)ES | feat. Omar Montes                                                                                       |
| 2024 | Mejor así La pantera negra                                    | — | — | — | ES92 (1 Wo.)ES | |
| 2024 | Hasta la vista La pantera negra                               | — | — | — | ES94 (1 Wo.)ES | |
| 2024 | Frio La pantera negra                                         | — | — | — | ES96 (1 Wo.)ES | |
| 2024 | Degenere La pantera negra (Deluxe)                            | — | — | Latin22 (18 Wo.)Latin | ES1 ×3Dreifachplatin · (31 Wo.)ES | feat. Benny Blanco                                                                                      |
| 2025 | Qué quieres de mí Lyke Miike                                  | — | — | — | ES50 (2 Wo.)ES | feat. Eladio Carrión                                                                                    |
| 2025 | Los depuro Lyke Miike                                         | — | — | — | ES72 (1 Wo.)ES | feat. L-Gante                                                                                           |
| 2025 | Suelta Lyke Miike (Deluxe)                                    | — | — | — | ES73 (1 Wo.)ES | feat. Omar Courtz                                                                                       |
| 2025 | Móntate Baby Lyke Miike (Deluxe)                              | — | — | — | ES80 (1 Wo.)ES | feat. De La Rose                                                                                        |
| 2025 | Van Cleef Lyke Miike                                          | — | — | — | ES36 Gold · (13 Wo.)ES | |
| 2025 | Tengo celos Island Boyz                                       | — | — | — | ES27 (… Wo.)ES | |

### Als Gastmusiker
| Jahr | Titel Album                                              | Höchstplatzierung, Gesamtwochen, AuszeichnungChartplatzierungen (Jahr, Titel, Album, Platzierungen, Wochen, Auszeichnungen, Anmerkungen) | Höchstplatzierung, Gesamtwochen, AuszeichnungChartplatzierungen (Jahr, Titel, Album, Platzierungen, Wochen, Auszeichnungen, Anmerkungen) | Höchstplatzierung, Gesamtwochen, AuszeichnungChartplatzierungen (Jahr, Titel, Album, Platzierungen, Wochen, Auszeichnungen, Anmerkungen) | Höchstplatzierung, Gesamtwochen, AuszeichnungChartplatzierungen (Jahr, Titel, Album, Platzierungen, Wochen, Auszeichnungen, Anmerkungen) | Anmerkungen |
| Jahr | Titel Album                                              | CH | US | Latin | ES | Anmerkungen |
| --- | -------------------------------------------------------- | --- | --- | --- | --- | --- |
| 2018 | Darte (Remix) –                                          | — | — | Latin— ×4VierfachplatinLatin | ES82 Platin · (5 Wo.)ES | Erstveröffentlichung: 27. Juli 2018 Alex Rose feat. Casper Magico, Ñengo Flow, Bryant Myers, Noriel, Juhn, Miky Woodz, Jhay Cortez & Myke Towers |
| 2018 | La forma en que me miras Eternity                        | — | — | Latin— ×4Diamant + VierfachplatinLatin                                                                                                   | ES82 ×3Dreifachplatin · (5 Wo.)ES | Erstveröffentlichung: 4. August 2018 Sammy feat. Myke Towers, Lenny Tavárez, Rafa Paböon & Super Yei                                             |
| 2019 | Acapella –                                               | — | — | — | ES— GoldES | Erstveröffentlichung: 14. Mai 2019 Bryant Myers & El Alfa feat. Jon Z, Myke Towers & Almighty                                                    |
| 2019 | Una vida para recordar El Amor en los Tiempos del Perreo | — | — | Latin46 Platin · (2 Wo.)Latin | ES69 Gold · (5 Wo.)ES | Erstveröffentlichung: 5. Juli 2019 Piso 21 feat. Myke Towers                                                                                     |
| 2019 | Dollar Mala Santa                                        | — | — | Latin27 (19 Wo.)Latin | ES19 Platin · (14 Wo.)ES | Erstveröffentlichung: 10. Juli 2019 Becky G feat. Myke Towers                                                                                    |
| 2019 | Mírame (Remix) Now or Never                              | — | — | Latin— ×9NeunfachplatinLatin | ES80 ×2Doppelplatin · (4 Wo.)ES | Erstveröffentlichung: 19. Juli 2019 Nio García & Casper Mágico feat. Rauw Alejandro, Lenny Tavárez, Darell & Myke Towers                         |
| 2019 | Dembow y Reggaeton Dembo$$                               | — | — | — | ES— PlatinES | Erstveröffentlichung: 19. Juli 2019 El Alfa feat. Yandel & Myke Towers                                                                           |
| 2019 | Date tu guille Honey Bee                                 | — | — | Latin— PlatinLatin | ES— GoldES | Erstveröffentlichung: 19. Juli 2019 Milly feat. Farruko, Myke Towers, Lary Over, Rauw Alejandro & Sharo Towers                                   |
| 2019 | Cuerpo en venta –                                        | — | — | — | ES34 Platin · (15 Wo.)ES | Erstveröffentlichung: 9. August 2019 Noriel feat. Myke Towers, Rauw Alejandro & Almighty                                                         |
| 2019 | 105 F (Remix) –                                          | — | — | Latin— ×4VierfachplatinLatin | ES32 (23 Wo.)ES | Erstveröffentlichung: 12. September 2019 Kevvo feat. Farruko & Myke Towers                                                                       |
| 2019 | B11 –                                                    | — | — | Latin40 (1 Wo.)Latin | ES29 ×2Doppelplatin · (25 Wo.)ES | Erstveröffentlichung: 18. September 2019 Rvssian, Darell & Zion y Lennox feat. Myke Towers                                                       |
| 2019 | La cama Épico                                            | — | — | Latin31 (19 Wo.)Latin | ES19 Platin · (19 Wo.)ES | Erstveröffentlichung: 15. Oktober 2019 Lunay feat. Myke Towers                                                                                   |
| 2019 | Rasta Barbie (Remix) Las Torres                          | — | — | — | ES— GoldES | Erstveröffentlichung: 16. Oktober 2019 Gigola y La Exce feat. Myke Towers, Arcángel, El Alfa & Farruko                                           |
| 2019 | Memoria Rota Historias de un capricornio                 | — | — | Latin— PlatinLatin | — | Erstveröffentlichung: 25. Oktober 2019 Arcángel feat. Myke Towers                                                                                |
| 2019 | Música –                                                 | — | — | Latin— ×2DoppelplatinLatin | — | Erstveröffentlichung: 4. Dezember 2019 DJ Luian & Mambo Kingz feat. Darrell, Wisin, Farruko, Arcángel & Myke Towers                              |
| 2020 | 3G (Remix) Multimillo, Vol. 1                            | — | — | — | ES36 (12 Wo.)ES | Erstveröffentlichung: 24. Januar 2020 Wisin, Yandel & Farruko feat. Jon Z, Don Chezina, Chencho Corleone & Myke Towers                           |
| 2020 | Coronao Now (Remix) –                                    | — | — | — | ES61 Gold · (5 Wo.)ES | Erstveröffentlichung: 12. Februar 2020 El Alfa & Lil Pump feat. Sech, Myke Towers & Vin Diesel                                                   |
| 2020 | Despacio –                                               | — | — | Latin39 (8 Wo.)Latin | ES64 (3 Wo.)ES | Erstveröffentlichung: 17. Februar 2020 Natti Natasha, Nicky Jam & Manuel Turizo feat. Myke Towers, DJ Luian & Mambo Kingz                        |
| 2020 | La cama (Remix) –                                        | — | — | — | ES16 Platin · (17 Wo.)ES | Erstveröffentlichung: 27. März 2020 Lunay feat. Myke Towers, Ozuna, Chencho Corleone & Rauw Alejandro                                            |
| 2020 | Ponte pa’ mi Afrodisíaco                                 | — | — | — | ES32 ×2Doppelplatin · (15 Wo.)ES | Erstveröffentlichung: 16. April 2020 Rauw Alejandro feat. Myke Towers & Sky Rompiendo                                                            |
| 2020 | La jeepeta (Remix) Now Or Never                          | — | US93 (10 Wo.)US | Latin3 ×6Diamant + Sechsfachplatin · (31 Wo.)Latin                                                                                       | ES1 ×4Vierfachplatin · (39 Wo.)ES | Erstveröffentlichung: 24. April 2020 Nio García, Brray & Juanka feat. Anuel AA & Myke Towers                                                     |
| 2020 | Carita de inocente (Remix) –                             | — | — | — | ES4 ×4Vierfachplatin · (31 Wo.)ES | Erstveröffentlichung: 1. Juni 2020 Prince Royce feat. Myke Towers                                                                                |
| 2020 | La curiosidad –                                          | — | — | Latin5 ×8Achtfachplatin · (39 Wo.)Latin                                                                                                  | ES2 ×7Siebenfachplatin · (57 Wo.)ES | Erstveröffentlichung: 12. Juni 2020 Jay Wheeler feat. DJ Nelson & Myke Towers                                                                    |
| 2020 | Spanglish Welcome to GStarr Vol.1 EP                     | — | — | Latin44 (1 Wo.)Latin | — | Erstveröffentlichung: 7. Juli 2020 J.I The Prince Of N.Y feat. Myke Towers                                                                       |
| 2020 | Enemigos ocultos Enoc                                    | — | — | Latin17 (3 Wo.)Latin | ES23 Gold · (4 Wo.)ES | Erstveröffentlichung: 1. September 2020 Ozuna feat. Wisin, Myke Towers Arcángel, Juanka & Cosculluela                                            |
| 2020 | Me gusta –                                               | CH56 (3 Wo.)CH | US91 (1 Wo.)US | Latin5 (15 Wo.)Latin | ES82 (1 Wo.)ES | Erstveröffentlichung: 18. September 2020 Anitta feat. Cardi B & Myke Towers                                                                      |
| 2020 | Mi niña Los Legendarios 001                              | — | — | Latin10 ×8Achtfachplatin · (20 Wo.)Latin                                                                                                 | ES5 ×2Doppelplatin · (25 Wo.)ES | Erstveröffentlichung: 23. September 2020 Los Legendarious feat. Wisin & Myke Towers                                                              |
| 2020 | La nota Dopamina                                         | — | — | Latin5 Diamant + Platin · (26 Wo.)Latin                                                                                                  | ES1 ×4Vierfachplatin · (38 Wo.)ES | Erstveröffentlichung: 8. Oktober 2020 Manuel Turizo feat. Myke Towers & Rauw Alejandro                                                           |
| 2020 | Caramelo (Remix) Enoc                                    | — | US76 (10 Wo.)US | Latin3 (31 Wo.)Latin | ES21 ×2Doppelplatin · (12 Wo.)ES | Erstveröffentlichung: 17. Oktober 2020 Ozuna feat. Karol G & Myke Towers                                                                         |
| 2020 | La tóxica (Remix) –                                      | — | — | — | ES54 Gold · (5 Wo.)ES | Erstveröffentlichung: 21. Oktober 2020 Farruko feat. Sech, Myke Towers, Jay Wheeler & Tempo                                                      |
| 2020 | Only Fans (Remix) –                                      | — | — | Latin— ×2DoppelplatinLatin | ES94 Gold · (3 Wo.)ES | Erstveröffentlichung: 23. Oktober 2020 Young Martino presenta Brray & Joyce Santana feat. Lunay, Myke Towers & Jhay Cortez                       |
| 2020 | Polvo Infinity                                           | — | — | Latin15 (17 Wo.)Latin | ES15 ×2Doppelplatin · (24 Wo.)ES | Erstveröffentlichung: 20. November 2020 Nicky Jam feat. Myke Towers                                                                              |
| 2020 | La curiosidad (Blue Grand Prix Remix) –                  | — | — | — | ES14 Platin · (16 Wo.)ES | Erstveröffentlichung: 17. Dezember 2020 Jay Wheeler feat. DJ Nelson & Myke Towers, Jhay Cortez, Lunay, Rauw Alejandro & Kendo                    |
| 2021 | Los bo Timelezz                                          | — | — | Latin40 Gold · (1 Wo.)Latin | ES46 Gold · (2 Wo.)ES | Erstveröffentlichung: 7. Januar 2021 Jhay Cortez feat. Myke Towers                                                                               |
| 2021 | Ella no es tuya (Remix) –                                | — | — | Latin30 ×5Fünffachplatin · (11 Wo.)Latin                                                                                                 | ES1 ×4Vierfachplatin · (30 Wo.)ES | Erstveröffentlichung: 3. Februar 2021 Rocky RD feat. Myke Towers & Nicki Nicole                                                                  |
| 2021 | Oh mama –                                                | — | — | Latin45 (1 Wo.)Latin | ES72 (1 Wo.)ES | Erstveröffentlichung: 25. Februar 2021 Farruko feat. Myke Towers                                                                                 |
| 2021 | Mi niña (Remix) –                                        | — | — | Latin— PlatinLatin | ES83 (1 Wo.)ES | Erstveröffentlichung: 2. März 2021 Los Legendarios feat. Wisin, Myke Towers, Maluma & Anitta                                                     |
| 2021 | Travesuras (Remix) –                                     | — | — | Latin9 Platin · (21 Wo.)Latin | ES5 (21 Wo.)ES | Erstveröffentlichung: 11. März 2021 Jay Wheeler feat. DJ Nelson & Myke Towers, Jhay Cortez, Lunay, Rauw Alejandro & Kendo                        |
| 2021 | Pareja del año Dharma                                    | — | — | Latin10 ×8Achtfachplatin · (26 Wo.)Latin                                                                                                 | ES1 ×8Achtfachplatin · (73 Wo.)ES | Erstveröffentlichung: 16. April 2021 Sebastián Yatra feat. Myke Towers                                                                           |
| 2021 | El tren Nueve                                            | — | — | Latin— GoldLatin | ES49 Gold · (7 Wo.)ES | Erstveröffentlichung: 5. Mai 2021 Micro TDH feat. Myke Towers                                                                                    |
| 2021 | Bésame Ley de gravedad                                   | — | — | Latin32 Platin · (11 Wo.)Latin | ES11 ×2Doppelplatin · (17 Wo.)ES | Erstveröffentlichung: 4. Juni 2021 Luis Fonsi feat. Myke Towers                                                                                  |
| 2021 | Fiel (Remix) –                                           | — | — | Latin— ×8AchtfachplatinLatin | ES9 ×2Doppelplatin · (13 Wo.)ES | Erstveröffentlichung: 15. Juni 2021 Los Legendarios feat. Wisin, Jhay Cortez, Myke Towers & Anuel AA                                             |
| 2021 | Súbele el volumen –                                      | — | — | — | ES62 (4 Wo.)ES | Erstveröffentlichung: 16. Juli 2021 Daddy Yankee feat. Jhay Cortez & Myke Towers                                                                 |
| 2021 | Oh na na –                                               | — | — | Latin20 (2 Wo.)Latin | ES51 Gold · (7 Wo.)ES | Erstveröffentlichung: 29. Oktober 2021 Camila Cabello feat. Myke Towers & Tainy                                                                  |
| 2021 | Súbelo Las leyendas nunca mueren                         | — | — | — | ES15 Platin · (12 Wo.)ES | Erstveröffentlichung: 18. November 2021 Anuel AA feat. Myke Towers & Jhay Cortez                                                                 |
| 2021 | Jóvenes millonarios Sauce Boyz 2                         | — | — | Latin44 (1 Wo.)Latin | ES48 Platin · (2 Wo.)ES | Erstveröffentlichung: 30. November 2021 Eladio Carrión feat. Myke Towers                                                                         |
| 2022 | Tendencia global Simpre Blessd                           | — | — | Latin— ×3DreifachplatinLatin | ES56 Gold · (2 Wo.)ES | Erstveröffentlichung: 18. März 2022 Blessd feat. Myke Towers & Ovy On The Drums                                                                  |
| 2022 | Sola Italiano                                            | — | — | — | — | Erstveröffentlichung: 5. Mai 2022 Sfera Ebbasta & Rvssian feat. Myke Towers                                                                      |
| 2022 | Traductor Portales                                       | — | — | Latin— GoldLatin | ES31 ×3Dreifachplatin · (40 Wo.)ES | Erstveröffentlichung: 14. Juli 2022 Tiago PZK feat. Myke Towers                                                                                  |
| 2022 | Playa del Inglés Donde quiero estar                      | — | — | — | ES1 ×8Achtfachplatin · (70 Wo.)ES | Erstveröffentlichung: 15. Dezember 2022 Quevedo feat. Myke Towers                                                                                |
| 2023 | T’as peur DNK                                            | — | — | Latin— PlatinLatin | ES29 Platin · (9 Wo.)ES | Erstveröffentlichung: 25. Januar 2023 Aya Nakamura feat. Myke Towers                                                                             |
| 2023 | Baby Father 2.0 –                                        | — | — | — | — | Erstveröffentlichung: 27. Januar 2023 Yovngchimi feat. Myke Towers, Arcángel, Ñengo Flow & Yeruza                                                |
| 2023 | MVP –                                                    | — | — | — | — | Erstveröffentlichung: 26. Mai 2023 A Boogie wit da Hoodie feat. Myke Towers                                                                      |
| 2023 | El cielo –                                               | — | — | Latin30 (13 Wo.)Latin | ES3 ×4Vierfachplatin · (43 Wo.)ES | Erstveröffentlichung: 2. Juni 2023 Sky Rompiendo feat. Feid & Myke Towers                                                                        |
| 2023 | Borracho y Loco Elyte                                    | — | — | — | ES60 (2 Wo.)ES | Erstveröffentlichung: 21. September 2023 Yandel feat. Myke Towers                                                                                |
| 2025 | ILY Por si alguien nos escucha                           | — | — | — | ES14 Gold · (12 Wo.)ES | Erstveröffentlichung: 6. März 2025 Kapo feat. Myke Towers                                                                                        |
| 2025 | Sentimiento natural Cuarto azul                          | — | — | — | ES7 Gold · (7 Wo.)ES | Erstveröffentlichung: 13. März 2025 Aitana feat. Myke Towers                                                                                     |
| Folgende Lieder erschienen nicht als Single, wurden aber durch das Album zum Download und Streaming bereitgestellt und konnten somit eine Platzierung erlangen: |                                                          | | | | | |
| |                                                          | | | | | |
| 2020 | Puesto Pa’ Guerrial YHLQMDLG                             | — | — | Latin21 (3 Wo.)Latin | ES45 Gold · (3 Wo.)ES | Bad Bunny feat. Myke Towers |
| 2020 | Bentley 1 of 1                                           | — | — | — | ES89 (1 Wo.)ES | Sech feat. Myke Towers |
| 2020 | Madrid Papi Juancho                                      | — | — | Latin41 (4 Wo.)Latin | ES19 Platin · (13 Wo.)ES | Maluma feat. Myke Towers |
| 2020 | Satisfacción Los Favoritos 2                             | — | — | Latin45 (1 Wo.)Latin | ES94 (1 Wo.)ES | Arcángel feat. Myke Towers |
| 2021 | Dámelo to’ Revelación                                    | — | — | Latin20 (1 Wo.)Latin | ES90 (1 Wo.)ES | Selena Gomez feat. Myke Towers |
| 2022 | Pasatiempo Legendaddy                                    | — | — | Latin28 (1 Wo.)Latin | ES28 Gold · (3 Wo.)ES | Daddy Yankee feat. Myke Towers |
| 2023 | Si La Calle Llama (Remix) 3MEN2 KBRN                     | — | — | Latin40 (1 Wo.)Latin | ES10 ×3Dreifachplatin · (27 Wo.)ES | Charteinstieg: 1. April 2023 Eladio Carrión feat. Myke Towers                                                                                    |
| 2023 | Pasiempre Data                                           | — | — | Latin28 (2 Wo.)Latin | ES32 Platin · (4 Wo.)ES | Charteinstieg: 7. Juli 2023 Tainy, Arcángel & Jhayco feat. Myke Towers, Omar Courtz & Arca                                                       |
| 2024 | La ranger The Academy: Segunda Misión                    | — | — | Latin43 ×3Dreifachplatin · (1 Wo.)Latin                                                                                                  | ES3 Platin · (16 Wo.)ES | Dímelo Flow, Justin Quiles, Sech, Dalex & Lenny Tavárez feat. Myke Towers                                                                        |
| 2024 | Nueva era Ameri                                          | — | — | — | ES5 Platin · (15 Wo.)ES | Duki feat. Myke Towers |
| 2025 | Vetements Don Kbrn                                       | — | — | Latin30 (1 Wo.)Latin | ES12 (3 Wo.)ES | Eladio Carrión feat. Myke Towers |

## Statistik

### Chartauswertung
|                     | US    | Latin       | ES    |
| ------------------- | ----- | ----------- | ----- |
| Nummer-eins-Alben   | US—US | Latin1Latin | ES—ES |
| Top-10-Alben        | US—US | Latin5Latin | ES7ES |
| Alben in den Charts | US5US | Latin7Latin | ES7ES |

|                       | CH    | US    | Latin        | ES      |
| --------------------- | ----- | ----- | ------------ | ------- |
| Nummer-eins-Singles   | CH—CH | US—US | Latin—Latin  | ES7ES   |
| Top-10-Singles        | CH—CH | US—US | Latin12Latin | ES27ES  |
| Singles in den Charts | CH3CH | US6US | Latin55Latin | ES124ES |

### Auszeichnungen für Musikverkäufe
| Goldene Schallplatte - Brasilien - 2022: für die Single La nota - 2024: für die Single Pareja del año - Chile - 2020: für die Single Una vida para recordar - 2021: für die Single Pareja del año - Frankreich - 2025: für das Lied Lala - 2025: für die Single Carita de inocente (Remix) - Italien - 2019: für die Single Si se da - 2021: für die Single Carita de inocente (Remix) - 2022: für die Single Experimento - 2022: für die Single La curiosidad - 2023: für die Single Playa del Inglés - 2024: für das Lied La falda - 2024: für die Single Sola - Kanada - 2024: für das Lied Lala - Mexiko - 2025: für die Single Polvo - 2025: für das Lied Si La Calle Llama (Remix) - Peru - 2021: für die Single Pareja del año - Portugal - 2023: für die Single Pareja del año - Spanien - 2024: für das Lied Abusadora - 2024: für das Lied Bebiendo Sola - 2024: für das Lied Diablo en Mujer - 2024: für das Lied Extasy - 2024: für das Lied Funeral - 2024: für das Lied LVCC - 2024: für das Lied Parcerita - 2024: für das Lied Otro - 2024: für das Lied Darte - Vereinigte Staaten - 2022: für das Lied Zili (Latin) - 2023: für das Lied De Novela (Latin) - 2024: für das Lied Baguettes (Latin) - 2024: für das Lied Alto riesgo (Latin) - 2024: für das Lied Ajedréz (Latin) - 2024: für das Lied Business (Latin) - 2024: für das Lied Lo invertí (Latin) - 2024: für das Lied PFA (Latin) - 2024: für das Lied Papa Johns (Latin) - 2024: für das Lied Roncarme (Latin) - 2024: für das Lied Primer melon (Latin) - Zentralamerika - 2022: für die Single La tóxica (Remix) | Platin-Schallplatte - Kolumbien - 2021: für die Single La nota - Mexiko - 2024: für die Single El cielo - 2024: für die Single Tendencia global - Portugal - 2022: für die Single Me gusta - 2024: für das Lied La falda - Schweiz - 2025: für das Lied La falda - Spanien - 2024: für das Lied MIB - 2025: für das Lied Hechizo - 2025: für das Lied Ronca - Vereinigte Staaten - 2024: für das Lied Sr de los cielos (Latin) 3× Goldene Schallplatte - Mexiko - 2022: für die Single Pareja del año - 2024: für die Single Adivino 2× Platin-Schallplatte - Italien - 2024: für das Lied Lala - Zentralamerika - 2023: für die Single Caramelo (Remix) - 2024: für das Lied La falda - 2024: für die Single Adivino 5× Goldene Schallplatte - Mexiko - 2024: für die Single Dollar - 2025: für die Single La nota 3× Platin-Schallplatte - Mexiko - 2021: für die Single Caramelo (Remix) - Portugal - 2024: für das Lied Lala - Vereinigte Staaten - 2020: für das Lied Darte (Latin) - Zentralamerika - 2022: für die Single Pareja del año | 7× Goldene Schallplatte - Mexiko - 2023: für die Single Madrid 4× Platin-Schallplatte - Zentralamerika - 2022: für die Single La nota Diamantene Schallplatte - Ecuador - 2022: für die Single Pareja del año - Mexiko - 2022: für die Single Pareja del año - 2025: für die Single La nota - Peru - 2020: für die Single Una vida para recordar - Zentralamerika - 2024: für das Lied Lala 2× Diamantene Schallplatte - Kolumbien - 2021: für die Single Pareja del año 3× Diamantene Schallplatte - Brasilien - 2021: für die Single Me gusta |

Anmerkung: Auszeichnungen in Ländern aus den Charttabellen bzw. Chartboxen sind in ebendiesen zu finden.
| Land/RegionAuszeichnungen für Musikverkäufe (Land/Region, Auszeichnungen, Verkäufe, Quellen) | Gold       | Platin         | Diamant       | Verkäufe   | Quellen             |
| -------------------------------------------------------------------------------------------- | ---------- | -------------- | ------------- | ---------- | ------------------- |
| Brasilien (PMB)                                                                              | 2× Gold2   | —              | 3× Diamant3   | 940.000    | pro-musicabr.org.br |
| Chile (IFPI)                                                                                 | 2× Gold2   | —              | —             | 180.000    | profovi.cl          |
| Ecuador (SOPROFON)                                                                           | —          | —              | Diamant1      | 60.000     | Einzelnachweise     |
| Frankreich (SNEP)                                                                            | 2× Gold2   | —              | —             | 200.000    | snepmusique.com     |
| Italien (FIMI)                                                                               | 7× Gold7   | 2× Platin2     | —             | 510.000    | fimi.it             |
| Kanada (MC)                                                                                  | Gold1      | —              | —             | 40.000     | musiccanada.com     |
| Kolumbien (ASINCOL)                                                                          | —          | Platin1        | 2× Diamant2   | 420.000    | Einzelnachweise     |
| Mexiko (AMPROFON)                                                                            | 7× Gold7   | 14× Platin14   | 2× Diamant2   | 2.240.000  | amprofon.com.mx     |
| Peru (UNIMPRO)                                                                               | Gold1      | —              | Diamant1      | 63.000     | Einzelnachweise     |
| Portugal (AFP)                                                                               | Gold1      | 5× Platin5     | —             | 55.000     | Einzelnachweise     |
| Schweiz (IFPI)                                                                               | —          | Platin1        | —             | 30.000     | hitparade.ch        |
| Spanien (Promusicae)                                                                         | 45× Gold45 | 164× Platin164 | —             | 10.880.000 | elportaldemusica.es |
| Vereinigte Staaten (RIAA)                                                                    | 25× Gold25 | 163× Platin163 | 10× Diamant10 | 16.440.000 | riaa.com            |
| Zentralamerika (CFC)                                                                         | Gold1      | 13× Platin13   | Diamant1      | 1.295.000  | cfc-musica.com      |
| Insgesamt                                                                                    | 94× Gold94 | 363× Platin363 | 20× Diamant20 |            |                     |